# Abelardo Vicioso
Abelardo Vicioso (Santo Domingo, 27 de abril de 1930 - 13 de enero de 2004) fue un destacado intelectual, político y abogado, considerado uno de los poetas más relevantes de la República Dominicana (Generación del 48), además de ensayista y acucioso investigador-catedrático universitario.

## Biografía
Hijo de Sergio Vicioso y Leonor González, fue el mayor de cinco hermanos (Vinicio, Leonor Esther /Nona/, Ligia y Maritza); nació con espondilitis anquilosante, una enfermedad hereditaria de carácter reumático, que presenta dolores y endurecimiento de las articulaciones, por lo que hubo que operarle varias veces (le pusieron una aditamento de metal en la columna vertebral, así como ambas prótesis de cadera; al final andaba con un andador).
Desde pequeño, Abelardo Vicioso sintió un singular amor por la literatura, a la que dedicaba gran parte de su tiempo, desarrollando una gran capacidad creativa. Con apenas 18 años (1948), empieza a salir a la luz su producción literaria, publicando sus primeros poemas en el periódico El Caribe. En 1958 gana el Premio Nacional de Poesía. con La Lumbre Sacudida y dos años más tarde escribe Cantos Latinoamericanos, poemario que tuvo una gran acogida.
Estudió Derecho en la Universidad de Santo Domingo. Al graduarse en 1953, de inmediato aplica para un puesto diplomático, ofrecido por el gobierno dominicano en un periódico local. Pero el dictador Trujillo, de manera sorpresiva le nombra en el Ejército con el rango de teniente; luego es designado fiscal militar y dirige la revista oficial de la institución. Sin embargo, de manera subrepticia, se une a los grupos que conspiraban contra el tirano. Advertido de que era seguido por los organismos de seguridad del Estado, su padre Sergio —con importantes relaciones en el Gobierno— consigue que Abelardo sea nombrado vicecónsul en Curazao, a fin de burlar las malsanas intenciones del déspota.
Trujillo, airado por esta acción, decide enviar al hermano de Vicioso, Vinicio —piloto, graduado de la prestigiosa academia militar norteamericana de Lackland, Texas— a traerlo de vuelta. Pero ambos permanecen en la antigua colonia holandesa, y luego marchan a Cuba, como exiliados políticos. Sin embargo, son de inmediato encarcelados por el régimen de Fidel Castro, ya que Trujillo, antes de que los hermanos arribaran a La Habana, divulga el rumor de que estos eran espías a su servicio. Poco después, al comprobarse ser reales adherentes a la causa liberadora del pueblo dominicano, son puestos en libertad. Mientras tanto, sus relativos en la patria sufren asedio y persecución: los esbirros de Trujillo trataron de envenenar a su padre —a la sazón hospitalizado en el Padre Billini—, pero el intento fracasó al ser abortado por dos monjas enfermeras. Finalmente, toda la familia fue trasladada a la base militar de San Isidro, donde fueron torturados sicológicamente y los mantuvieron bajo arresto domiciliario durante varios meses.
Vicioso regresa en 1963 durante la presidencia de Juan Bosch, primer gobierno democráticamente electo tras la caída de la dictadura de Trujillo (1961). Retorna solo, ya que su hermano Vinicio se había suicidado unos meses antes en La Habana.  
Bosch es sacado del poder por fuerzas militares conservadoras en septiembre de ese año, a solo siete meses de su ascensión. En abril de 1965 estalla la guerra civil, que busca reinstaurar el gobierno de Bosch y su constitución liberal. Vicioso se enrola entonces a las filas rebeldes. Preocupados por la propagación del virus del comunismo, tropas norteamericanas —42,000 marines— invaden la República Dominicana. Entonces, su poema Canto a Santo Domingo se convierte en himno de los combatientes constitucionalistas en las refriegas.
En 1964 casó con Altagracia Solano, hija de un hacendado de Santiago de los Caballeros, con la que procreó dos hijos: Cynthia y Carlos. Desde 1965 Vicioso impartió docencia -Literatura Española y Dominicana- en la universidad donde estudió (UASD), y posteriormente se convirtió en director del Departamento de Letras de la Facultad de Humanidades. Más tarde, fue elegido Vicedecano y luego Decano (por dos períodos) de dicha Facultad. Durante el gobierno autocrático de Joaquín Balaguer (1966-1978) -impuesto por los norteamericanos para erradicar definitivamente los remanentes de la Revolución de Abril- Vicioso se opone de manera vehemente, por lo que sufre persecución, cárcel y deportación.
Durante su estadía en Cuba, Vicioso se enrola al Partido Socialista Popular. Años más tarde, en 1982, el PSP se une al Partido de la Liberación Dominicana y Abelardo es integrado de inmediato a su Comité Central. Asimismo, fue asistente personal del profesor Juan Bosch, su presidente.
Vicioso estuvo siempre a favor de la Revolución cubana. Así, cofunda el Comité Dominicano Amigos de Cuba, que más tarde preside. Durante el primer período presidencial del Leonel Fernández Reyna (1996-2000),  durante el que se restablecen las relaciones diplomáticas (1997) con la vecina isla suspendidas por casi cuatro décadas, Vicioso funge como su asistente especial. En 1997 es nombrado Patrimonio Nacional Viviente de la Casa Nacional del Poeta (Santo Domingo).
Para esos años comienza a escribir su primera (y única) novela autobiográfica, Las Memorias del Teniente Veneno. Sin embargo, poco antes de concluirla, el 13 de enero de 2004 fallece en su ciudad natal de Santo Domingo debido a problemas cardiorrespiratorios. Fue su hijo Carlos quien, recorriendo los ministerios y las editoriales dominicanas, e intentando editarla, logró finalmente que el Ministerio de Cultura la publicara en 2008.

## Premios y reconocimientos
- Placa de reconocimiento como miembro destacado de la Generación del 48 otorgada por el Consejo Universitario de la UASD
- Doctor Honoris Causa en Letras por la Universidad de La Habana
- Medalla de la Amistad del Consejo Cubano por su labor como presidente del Comité Dominicano de Amigos de Cuba.[2]
- Premio Nacional de Poesía Gastón F. Deligne 1958 por La Lumbre Sacudida
- Premio Nacional de Historia José Gabriel García 1979 por Santo Domingo en las Letras Coloniales, 1492-1800
- Mención Honorífica del Premio Nacional de Ensayo Pedro Henríquez Ureña 1982 por El Freno Hatero en la Literatura Dominicana
- Declarado Patrimonio Nacional Viviente, por la Casa Nacional del poeta (1997, Santo Domingo)
- Orden de Duarte, Sánchez y Mella, en el grado de Comendador, otorgada por el Gobierno dominicano (1999)
- Presidente honorífico (hasta su muerte) del partido Alianza por la Democracia

## Obras
- La Lumbre Sacudida (poesía, 1957)
- Cantos Latinoamericanos (poesía, 1960)
- El Freno Hatero en la Literatura Dominicana (ensayo, 1970)
- Santo Domingo en las Letras Coloniales (ensayo, 1978)
- Cien Poemas de Intenso Vivir (compendio de poemas de su autoría, 1990)
- Obras completas de Gastón Deligne, Vols. XXIV y XXV (ensayo, 1996)
- De Amores y Sinsabores (compendio de poemas de su autoría, 1997)
- Las Memorias del Teniente Veneno (2004 / novela publicada en 2008 de manera póstuma)